# Upsilon Orionis
Upsilon Orionis (υ Ori / υ Orionis) é uma estrela na constelação de Orion. Ela tem o nome tradicional Thabit.
Upsilon Orionis pertence à classe espectral B e tem magnitude aparente 4,62. Está a 1 545 anos-luz da Terra.